# The Man with the Iron Heart (Roman)
The Man with the Iron Heart ist ein Roman des Autors Harry Turtledove aus dem Bereich der Alternativweltgeschichte. Hierin überlebt Reinhard Heydrich die Operation Anthropoid und führt nach Ende des Zweiten Weltkriegs als Anführer der Organisation Werwolf einen Guerillakrieg gegen die Siegermächte. Die fiktiven Ereignisse im besetzten Deutschen Reich sind stark an die realen Erfahrungen der US-amerikanischen Besetzung des Irak 2003–2011 angelehnt.

## Inhalt
Nachdem Reinhard Heydrich das Prager Attentat im Juni 1942 überlebt hat, überredet er nach der deutschen Niederlage in der Schlacht von Stalingrad seinen Vorgesetzten Heinrich Himmler, Vorbereitungen für die Aufstellung einer Partisanentruppe treffen zu dürfen. Diese soll den Krieg gegen die Alliierten der Anti-Hitler-Koalition nach der sich anbahnenden militärischen Niederlage Deutschlands fortführen.
Nach der deutschen Kapitulation im Mai 1945 beginnen die „Werwölfe“ mit einer Serie von Selbstmordattentaten, welche unter anderem die hochrangigen Militärs Ivan Konev und George S. Patton das Leben kostet. Die Besatzungsmächte sind mit dieser völlig neuen Art der Kriegsführung überfordert und erscheinen weitgehend hilflos. In den USA wächst der innenpolitische Widerstand gegen die verlustreiche Besatzung Deutschlands, was sich die Republikanische Partei zu Nutze macht und Präsident Harry Truman außenpolitische Unfähigkeit vorwirft.
Kurz vor Beginn der Nürnberger Prozesse zerstört eine Bombe den Justizpalast und erzwingt so deren Verschiebung. In Berlin werden dutzende sowjetische Offiziere auf einer Silvesterfeier durch vergifteten Alkohol getötet. Die Demokratisierungsversuche der Westalliierten scheitern bereits im Ansatz, da auch einheimische demokratische Politiker wie Konrad Adenauer den "Werwölfen" zum Opfer fallen.
Reinhard Heydrich gelingt es, Radium für den Bau einer schmutzigen Bombe zu erbeuten, durch die das US-Hauptquartier in Frankfurt am Main nuklear kontaminiert wird. Die Terroristen greifen nun sogar außerhalb der deutschen Grenzen an und zerstören den Eiffelturm in Paris und die Westminster Cathedral in London.
Zwar kann Heydrich in einer gemeinsamen Geheimdienstaktion von Amerikanern und Sowjetrussen getötet werden, doch dessen Platz wird rasch von Joachim Peiper eingenommen. Die Republikaner erringen bei den Midterm elections 1946 einen triumphalen Sieg und zwingen Präsident Truman, die US-Truppen aus Deutschland abzuziehen. Auch die Briten geben ihre Besatzungszone auf, wodurch nur noch Frankreich und die Sowjetunion als Besatzungsmächte verbleiben und die Nazis weite Teile Deutschlands wieder unter ihrer Kontrolle haben.